# Australische Buschfliege
Die australische Buschfliege (Musca vetustissima) ist eine Fliege aus der Familie der Echten Fliegen (Muscidae). Die Erstbeschreibung der Art erfolgte 1849 durch den britischen Entomologen Francis Walker.

## Beschreibung
Die Buschfliege besitzt die typische Körpergestalt der Echten Fliegen. Mit einer Körperlänge von typischerweise 4 bis 7 Millimeter ist sie etwas kleiner als die, heute auch in Australien sehr häufige Stubenfliege, von der sie auch an der insgesamt graueren Färbung im Feld unterschieden werden kann. Die Flügel sind glasklar hyalin mit unauffällig gelblicher Aderung und auffallend weiß gefärbten Flügelschüppchen (Tegulae), die vierte Längsader mit einem eckig begrenzten Knick. Die Komplexaugen sind rot gefärbt und unbehaart, sie stoßen beim Männchen auf der Kopfoberseite zusammen („holoptisch“), beim Weibchen sind sie breit getrennt. Der Körper, einschließlich der Beine und Palpen, ist überwiegend schwarz gefärbt und ausgedehnt grau bestäubt. Der Hinterleib ist beim Weibchen oben und unten schwarz und weißlich bestäubt, beim Männchen sind die Tergite der ersten beiden Segmente schwarz, diejenigen des dritten und vierten gelb mit breitem schwarzem Mittelband, das fünfte wiederum schwarz, die Sternite der ersten vier sind ebenfalls gelb gefärbt. Charakteristisch für die Art und bestes Erkennungsmerkmal ist die Zeichnung des mittleren Rumpfabschnitts (Mesothorax). Der breite Abschnitt des Tergums, Mesoscutum oder einfach Scutum genannt, ist grau bestäubt mit zwei durch fehlende Bestäubung dunklen Längslinien (Vittae), die hinten ungeteilt sind und sich im vorderen Abschnitt (vor der Quernaht) in je zwei parallele Bänder gabeln.
Die Größe der ausgewachsenen Fliegen ist bei dieser Art außerordentlich variabel, abhängig von der Nahrungsqualität im Larvenstadium. Gut genährte Larven ergeben Fliegen mit 8 Millimeter Körperlänge (selten noch darüber) und 14 Milligramm Gewicht, schlecht genährte erreichen nur 3 Millimeter und 1,5 Milligramm.

## Nahrung und Vermehrung
Die Buschfliege ernährt sich ausschließlich von flüssiger Nahrung, dazu gehören insbesondere Körperflüssigkeiten von Säugetieren wie Schweiß, Tränen, Speichel, Urin und im Falle offener Hautstellen oder Wunden auch Blut und Wundsekrete. Diese Flüssigkeiten nimmt sie mit ihrem (nicht stechenden) Saugrüssel auf und ernährt sich von deren organischen Bestandteilen.
Die Buschfliege legt ihre Eier im Kot anderer Tiere, insbesondere von Rindern, Schafen und Kängurus, ab. Aus den Eiern schlüpfen zunächst Maden, die sich später verpuppen und dann zu Fliegen werden, wobei die Zeitspanne von der Eiablage bis zur Verpuppung (Puparium) etwa sechs Tage beträgt.

## Verbreitung
Die Buschfliege ist einheimisch in Australien und kommt auf dem gesamten Kontinent sowie Tasmanien vor. Allerdings tritt sie im Süden des Kontinents und auf Tasmanien nur saisonal während der wärmeren Jahreszeit auf und fehlt im Winter. Dabei migriert sie jedes Frühjahr aus den nördlichen Gegenden, in denen sie sich ganzjährig vermehren kann, in die südlichen Gegenden, in denen sie nur saisonal auftritt.

## Buschfliege als Krankheitsüberträger
Die Buschfliege kann mehrere Krankheiten übertragen, darunter beim Menschen das Trachom und bei Kaninchen das Rabbit Haemorrhagic Disease. Allgemein wird die Buschfliege als eine Plage für Menschen und Nutzvieh angesehen.

## Bekämpfung
Da sich die Buschfliegen besonders gut in Rinderkot vermehren, begünstigt die Rinderhaltung ihr oft massenhaftes Auftreten. Erschwerend kommt hinzu, dass die einheimische Flora und Fauna die Kuhfladen nicht effektiv zersetzen kann und sie damit lange den Fliegen als Eiablage zur Verfügung stehen. Um die Fliegenpopulation zu reduzieren, wurden deshalb Kot verarbeitende Käfer aus Europa und Afrika, insbesondere der in Südwest-Europa beheimatete Bubas bubalus, eingeführt.

## Sonstiges

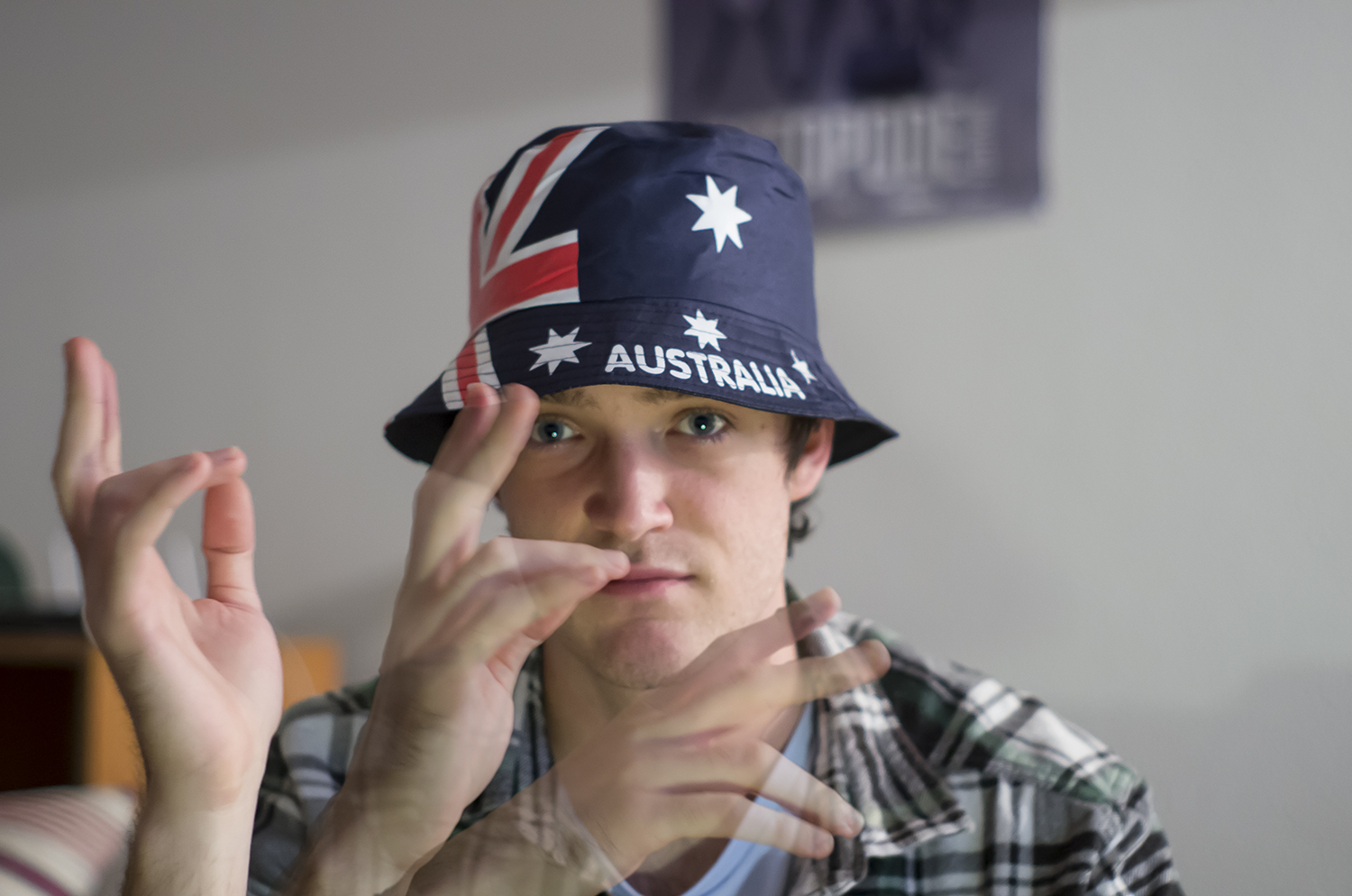
Australian salute

Die Buschfliege ist der Hauptgrund für den sogenannten „Aussie salute“ (dt. australischer Gruß), eine weit verbreitete Handbewegung, mit der man versucht die Fliegen von Mund, Nase und Augen fernzuhalten.